# アラカルト・カンパニー
アラカルト・カンパニー（アラカルト・カンパニー）は、1987年公開の日本映画。製作の幻燈社は東陽一監督と本作の企画・プロデューサーに名を連ねる前田勝弘が1977年に作った映画の制作委託、下請け会社。花の都パリで何の目的も持たない男2女1人が、国際コンサルタントを名乗る中年男に勧められ、便利屋を開業する話。

## キャスト
- 浅野雄一：尾美としのり
- 山尾鈴香：今井美樹
- 岡本隆彦：嶋大輔
- 早乙女：原田芳雄
- 黒羽舞・もたいまさこ・松岡一カン・平歩千佳・フィリップ・ドルモア・永石優・南国原愛子・原史郎・松尾伸彦・マリア・セベラ・フレッド・ロマノ・レベッカ・ローゼンベルグ

## スタッフ
- 監督・脚本：太田圭
- 原案：早乙女吾郎
- 企画・製作：前田勝弘
- プロデューサー：シルビー・バルテ・中村喜代太・藤江孝
- 撮影：鈴木達夫
- 美術：星埜恵子
- 音楽：中川俊郎
- 録音：川嶋一義
- 照明：水野研一
- 編集：川島章正
- 製作：幻燈社
- 配給：東映クラシックフィルム

## 製作

### 撮影
『シティロード』は「疑似パリ生活体験が出来そうな空気が伝わってくる」と評しており、メトロの車窓風景に短いオープニングクレジットが被さった後、全編パリが舞台。有名観光地ではエッフェル塔の階段を尾美としのり、今井美樹、嶋大輔の3人が駆け上がるシーンや、もぐりのツアコンに扮した嶋が日本人観光客を引き連れ、ルーヴル美術館の入口から中へ入り、『サモトラケのニケ』や『民衆を導く自由の女神』『モナ・リザ』を案内する長回しをカメラが後ろから追い、早送りで見せるシーンの他、セーヌ川なども映る。早乙女（原田芳雄）なる仕事斡旋者が浅野雄一（尾美としのり）に日本料理屋の仕事を紹介するが、尾美が初日から遅刻し、遅刻に厳しい店長の怒りを恐れ、原田が尾美を逃がす。この後、山尾鈴香（今井美樹）が登場した後、詳しい説明はないが、治験バイトの描写があり、尾美と今井の体に蕁麻疹が出る。原田が尾美と今井に住居を提供した後、「これからお二人には闇の仕事をやって頂くわけですから…」と説明するが、尾美と今井は拒否も質問もせず、受け入れる。実際は普通の便利屋で法に触れる仕事ではない。中盤から尾美と今井、岡本隆彦（嶋大輔）がアパートに同居する。引越しの仕事で知り合った黒羽舞で尾美が恋心を抱く設定だが、ヒモのようなフランス人と付き合う。黒羽が勿論顔は全然違うが髪型や体つきが今井美樹にそっくりで、遠目のカットでは混同する。今井美樹はブレイク直前と見られ、以降テレビドラマや歌手活動、CM、活字メディアでの露出が増えるためか、俳優としての映画出演は11年後になる。この後、トレンディドラマが大流行するため、人気女優は映画よりテレビドラマを優先した。尾美としのりは一連の大林映画ではたいてい主演だが、大林映画以外では初主演。封切時の『シティロード』は「こんなにリリしい尾美くんは初めて（!?）」と評しているが、大林映画での尾美とほとんど同じキャラ。外国人の女の子がピアニカを弾いたり、尾美としのりが屋根の上を移動するシーンが度々映り、後半恋人に殴られた黒羽の顔のアップの後ろでアパートの部屋番号を押す手が映ったり、ラスト近くに原田が忍者風のコスプレをして屋根の上にいて「これも私の仕事です」と言ったり、物語の各エピソードを「ラストシーンへの導入」によってデイジーチェーンのように繋ぎ、スポット的に「未来のフラッシュバック」のように挿入する暗示的な演出は秀逸で、2020年代のアニメでもよく取り扱われている「時間軸」や「世界線」「並行世界」のようなレトリックの先駆けであった印象がある。パリを舞台にしているが、尾美たち「決してノンとは申しません」をキャッチコピーとする「よろず屋」が相手をする顧客は殆ど日本人であるため、日仏の文化の違いを表すための作品ではなく、異国に異分子として密かに紛れ込む外国人の生活、第二次大戦終戦後の日本の若者が半ば密航者のように欧州を旅した時代のノスタルジーを80年代に置き換えて、敢えてパリを舞台にしたプロットと撮影としたことは一興であった。 

## 興行
同じ幻燈社製作の『愛はクロスオーバー』と二本でセット配給。1980年代の幻燈社と東映の一連のコラボが、比較的上手くいったことからの製作配給と見られる。都内新宿・渋谷・銀座他、東映洋画系劇場7ヵ所以上で公開。配収1億円。同時期に同じ東映洋画系劇場で公開された『卒業プルーフ』は新宿東映ホール1一館のみの公開。東映本番線は『別れぬ理由』の一本立て。

## 作品の評価
ぴあは「在パリ日本人の実情を、日常的にリアルに描き出している」と評している。